# Paolo Ravazzoli
Paolo Ravazzoli (Stradella, 1894 – Parigi, 27 febbraio 1940) è stato un politico e sindacalista italiano e fu, con Pietro Tresso e Alfonso Leonetti, tra i dissidenti espulsi dal Partito Comunista d'Italia per la loro opposizione alla politica filo-staliniana.

## Biografia
Iniziò a lavorare sin da giovane come meccanico e si iscrisse al Partito Socialista Italiano nella corrente di sinistra guidata da Amadeo Bordiga. Quando, da una costola socialista nacque il Partito Comunista d'Italia, Ravazzoli iniziò ad interessarsi di problematiche legate al sindacato entrando a far parte del comitato sindacale del partito.
Con l'avvento del fascismo al potere, emigrò prima in Unione Sovietica e successivamente in Francia, a Billancourt; rientrò in Italia nel 1925 e aderì alle posizioni politiche di Antonio Gramsci entrando a far parte l'anno successivo del Comitato centrale e nel Comitato esecutivo del partito. 
Ravazzoli, il cui nome di battaglia in clandestinità era "Lino Santini", fu poi condannato in contumacia e, nonostante fosse attivamente ricercato dalle autorità, non smise di appoggiare l'attività sindacale nelle fabbriche e lavorò con Pietro Tresso, Camilla Ravera, Alfonso Leonetti, Girolamo Li Causi e Ignazio Silone all'organo della Confederazione Generale del Lavoro, il foglio clandestino "Battaglie Sindacali" che iniziava le sue pubblicazioni clandestine nel 1927.
Trasferitosi in Svizzera, criticò, soprattutto dopo l'espulsione dal partito di Angelo Tasca, l'impostazione politica che Palmiro Togliatti stava dando al partito di accentuazione del filo-stalinismo. Nel novembre 1929, dette vita all'acceso dibattito riguardo alla "svolta" (la tattica del socialfascismo), le sue critiche  ebbero l'appoggio di Pietro Tresso, di Alfonso Leonetti, di Teresa Recchia, del Comitato Centrale e Mario Bavassano, tutti espulsi nel giugno 1930. Partecipò alla fondazione della Nuova Opposizione Italiana, in contatto con Lev Trotsky, da cui si distaccò nel 1934, per rientrare nel Partito Socialista Italiano, con l'intento di favorire un processo di radicalizzazione, nell'ambito della politica unitaria del Fronte popolare. Ma le sue speranze subirono un forte colpo, in seguito al patto tedesco-sovietico. In quegli anni, aveva trovato lavoro presso le officine Renault di Parigi dove, a causa di un infortunio, contrasse un'infezione che ne provocò la morte, il 27 febbraio 1940.